# DJK Waldbüttelbrunn
Die DJK Waldbüttelbrunn ist ein 1959 gegründeter Handballverein des Bayerischen Handball-Verbands (BHV) aus dem unterfränkischen Waldbüttelbrunn. In der Saison 2021/22 gewann die Mannschaft unter Trainer Dusan Suchy die Meisterschaft in der Handball-Bayernliga und stieg damit in die 3. Liga (Handball) auf. In der Handballabteilung sind Mannschaften der Herren, der Damen und der Jugend vorhanden. Im Hauptverein der DJK Waldbüttelbrunn sind neben dem Handball noch Volleyball, die Blaskapelle und mehrere Freizeitabteilungen vertreten. 

## Saison 2022/23
In der Saison 2022/23 spielte die DJK Waldbüttelbrunn in der Staffel Süd-West der 3. Liga.

### Kader
Zur Saison 2022/23 verpflichtete die DJK Waldbüttelbrunn den ehemaligen Nationalspieler und Handballlehrer Benjamin Herth vom HSC Bad Neustadt sowie Luca Wenzel vom HC Erlangen II.
| Nr | Name             | Position | Nr | Name            | Position    |
| 22 | Max Feuerbacher  | TW       | 21 | Timo Issing     | R           |
| 42 | Markus Leikauf   | TW       | 43 | Benjamin Herth  | R           |
| 33 | Lucas Meyer      | A        | 55 | Luca Wenzel     | R           |
| 4  | Nico Elbert      | A        | 25 | Jannik Renz     | R           |
| 17 | Simon Rieger     | A        | 31 | David Winheim   | R           |
| 23 | Nils Kwiatkowski | A        | 20 | Léon Rastner    | R           |
| 30 | Klemens Laumer   | A        | 9  | Lars Becker     | R           |
| 6  | Lennard Karl     | A        | 14 | Julian Bötsch   | KM          |
| 68 | Heorhii Blahodir | A        | 19 | Tobias Glöggler | KM          |
| 5  | Julian Stumpf    | R        | C  | Trainer         | Dusan Suchy |
| 94 | Yannick Bardina  | R        |    |                 |             |

### Erfolge
| - Aufstieg in die 3. Liga (Handball) 2022 - Bayerischer Meister (4. Liga) 2022 - Bayerischer Vizemeister (4. Liga) 2014, 2015, 2019 - Nordwestbayerischer Meister 2022 | - DHB-Amateurpokal (Halbfinale) 2017 - Bayerischer Pokalsieger 2017 - Aufstieg in die Bayernliga (4. Liga) 2002, 2012 - Nordbayerischer Landesligameister 2002, 2012 |

#### Spielerpersönlichkeit
- Benjamin Herth (Nationalspieler)